# سد خان آباد
سد خان آباد در فاصله ۲۵ کیلومتری جنوب شهر الیگودرز در استان لرستان یک سد خاکی است که بر روی رودخانه اسل شاه از سرشاخه‌های رودخانه دز واقع است. این سد که در مسیر مهاجرت پرندگان قرار دارد هر ساله در اواخر تابستان به یک پناهگاه پرندگان مهاجر تبدیل می‌شود. از جمله تفریحات آبی که شرایط آن در این سد مهیا شده قایق‌سواری و ماهیگیری است که هرساله طبیعت‌گردان زیادی را به خود جذب می‌کند.

## اهداف ساخت سد
هدف از ساخت سد تأمین آب شرب و صنعت، تأمین آب مورد نیاز اراضی کشاورزی پایاب حوضه به میزان یک هزار و ۴۵۰ هکتار و ذخیره‌سازی و تنظیم آب رودخانه سراب است. همچنین سد مخزنی غدیر باباحیدر قرار است آب شرب مردم شهرستان فارسان و همچنین آب مورد نیاز اراضی کشاورزی حوزه را تأمین کند.

## مشخصات سد
این سد از نوع خاکی همگن است که با حجم مخزن سد ۱۴ میلیون متر مکعب بر روی رودخانه اسل شاه در ۲۵ کیلومتری جنوب الیگودرز ساخته شده است. محل سد در یکی از مناطق خوش آب و هوای و کوهستانی شهرستان الیگودرز قرار دارد بطوریکه دمای متوسط سالانه منطقه حدود ۱۰ درجه سانتیگراد می‌باشد و مرداد ماه با میانگین حداکثر دمای مثبت ۳۱ درجه سانتیگراد و بهمن ماه با میانگین حداقل دمای منفی ۱۲درجه سانتیگراد به ترتیب گرمترین و سردترین ماه سال در محدوده سد می‌باشد.
سد رارای ارتفاع ۳۳٫۵ متر، طول تاج ۲۶۵ متر، حجم مخزن۱۴ میلیون متر مکعب، حجم تنظیم آب ۱۸ میلیون متر مکعب و سطح شبکه تحت آبیاری سد ۱۹۰۰ هکتار می‌باشد.

## طرح گردشگری خان آباد
سد خان آباد در منطقه ای کوهستانی و خوش آب و هوا در مجاورت راه ارتباطی الیگودرز به شول آباد، بشارت، زلقی و منطقه سد رودبار قراردارد و برای بازدید از مناظر طبیعی و دیدنی موجود در منطقه از جمله آبشارهای آب سفید، چکان، برنجه و دشت‌های لاله‌های واژگون، شیرهای سنگی باستانی، قلل بلند و پربرف زیبای کوهستان قالی کوه و تمندر و رشته کوه اشتران کوه (آلپ ایران) و سرچشمه رودخانه دز و همچنین دریاچه زیبای گهر و حتی تونل برفی کمندان و چشمه ماهیچال و تعدادی از زیارتگاه‌ها از جمله امامزاده محمد ابن حسن (ع) که جایگاه ویژه ای نزد مردم منطقه دارد و منطقه جنگلی و بکر بزنوید و زز و ماهرو و بازدید از سیاه چادرهای عشایری و غیره می‌بایست از جاده مذکور گذر کرد لذا موقعیت سد خان آباد و دریاچه آن علاوه بر زیبائی مخصوص به خود مرکز ثقل دسترسی به هر یک از مناطق و اماکن نادر موجود در منطقه است.
قابلیت‌های پیشنهادی توسعه گردشگری در حاشیه این سد را می‌توان به چند بخش تقسیم کرد:
1. جاذبه‌های مبتنی بر استفاده از آب از قبیل: پارک آبی، ماهیگیری، راه اندازی رمپ قایق‌سواری، شنا، قایق‌سواری، اسکی روی آب، کایاک سواری در آب، جت اسکی، اسکی روی آب با چتر، پرواز با چتر با قایق موتوری و انواع ورزش‌های آبی و در زمستان به علت برف‌گیر بودن منطقه علاوه بر چشم اندازه زیبا می‌توان به راحتی در زمینه ورزشهای زمستانی از قبیل پیست اسکی
2. جاذبه‌های مبتنی بر ورزش‌های محلی از قبیل: مجموعه ورزشی سرپوشیده و روباز (والیبال و …)، مجموعه باشگاه اسب‌سواری، مجموعه سالن ورزش‌های انفرادی (کشتی و …) و …
3. جاذبه‌های مبتنی بر ارایه خدمات و تسهیلات گردشگری از قبیل: برگزاری تورهای یک روزه از مناطق دیدنی منطقه از محل سد و اشکال مختلف اقامتی یک روزه (سیاه چادر و …)، مجموعه‌های اقامتی (مهمانسرا، کلبه‌های روستایی و …)، مجموعه پذیرایی (رستوران سنتی و …)
4. جاذبه‌های مبتنی بر خرید از قبیل: مرکز خرید، مجموعه عرضه صنایع دستی
5. جاذبه‌های مبتنی بر سرگرمی و تفریح: پینت‌بال، دهکده سحرآمیز، مجموعه پارک موضوعی آب، ...
6. جاذبه‌های مبتنی بر فعالیت‌های فرهنگی از قبیل: خرید صنایع دستی، بازدید از زندگی عشایری، غذاهای محلی، برگزاری جشنواره‌ها و فستیوالهای فرهنگی
7. جاذبه‌های مبتنی بر فعالیت‌های هوایی از قبیل: بالن سواری، چتر بازی، پرواز در آسمان
8. جاذبه‌های مبتنی برگشت و گذار از قبیل: پیاده‌روی در طبیعت، اسب سواری، موتور سواری، گردش (کالسکه و …)، بازدید از مناطق باستانی و تاریخی منطقه و گردش در محیط سد و عکاسی

۹- جاذبه‌های مبتنی بر فعالیت‌های اقتصادی از قبیل: پرورش انواع آبزیان در قفس به خصوص ماهی‌های سرد آبی و گرمابی …

## نگارخانه
.